# Beach Samba
Az 1967-es Beach Samba Astrud Gilberto nagylemeze, mely szerepel az 1001 lemez, amit hallanod kell, mielőtt meghalsz című könyvben.

## Az album dalai
|     | Cím                            | Szerző(k)                                      | Hossz |
| --- | ------------------------------ | ---------------------------------------------- | ----- |
| 1.  | Stay                           | Gayle Caldwell                                 | 2:41  |
| 2.  | Misty Roses                    | Tim Hardin                                     | 2:36  |
| 3.  | The Face I Love                | Norman Gimbel, Carlos Pingarilho, Marcos Valle | 2:06  |
| 4.  | A Banda (Parade)               | Chico Buarque, Bob Russell                     | 2:07  |
| 5.  | Oba, Oba                       | Luiz Bonfá, Jaffe                              | 1:59  |
| 6.  | Canoeiro                       | Deodato                                        | 1:32  |
| 7.  | I Had the Craziest Dream       | Mack Gordon, Harry Warren                      | 2:25  |
| 8.  | Bossa Na Praia (Beach Samba)   | Geraldo Cunha, Pery Ribeiro                    | 2:48  |
| 9.  | My Foolish Heart               | Ned Washington, Victor Young                   | 2:47  |
| 10. | Dia das Rosas (I Think of You) | Luiz Bonfá, Patti Jacob                        | 2:21  |
| 11. | You Didn't Have to Be So Nice  | Steve Boone, John Sebastian                    | 2:41  |
| 12. | Não Bate O Coroção             | Deodato                                        | 1:35  |
| 13. | Tristeza (Goodbye Sadness)     | Norman Gimbel, Edú Lobo, Niltinho              | 3:34  |
| 14. | Call Me                        | Tony Hatch                                     | 3:20  |
| 15. | Here's That Rainy Day          | Johnny Burke, James Van Heusen                 | 2:44  |
| 16. | Tu Meu Delirio                 | Cesar Portillo de la Luz                       | 3:39  |
| 17. | It's a Lovely Day Today        | Irving Berlin                                  | 2:39  |